# FC Avtomobilist Leningrado
El FC Avtomobilist Leningrado fue un equipo de fútbol de la Unión Soviética que alguna vez jugó en la Primera División de la Unión Soviética, la primera división de fútbol en el país.

## Historia
Fue fundado en el año 1931 en la ciudad de Leningrado con el nombre Promkooperatsiya, el cual cambiaron en 1934 cuando se unieron a la Sociedad Deportiva Voluntaria Spartak y pasó a llamarse Spartak Leningrado.
En 1938 logra jugar por primera vez en la Primera División de la Unión Soviética, donde descendieron en su primera temporada, así como en 1941, temporada que fue cancelada a causa de la Gran Guerra Patriótica. También jugaron por varias temporadas en la Primera Liga Soviética, manteniéndose en constante actividad excepto en las década de los años 1950s.
En 1965 se desliga de Spartak y pasa a llamarse Avtomobilist hasta su desaparición en 1967.

## Palmarés
- Primera Liga Soviética: 1

1965

## Jugadores

### Jugadores destacados
| - Oleg Oshenkov | - Gadzhi Gadzhiev |

## Entrenadores

### Entrenadores destacados
- Pavel Baltyrev (3 periodos)